# 波因特库皮堂区
波因特库皮堂區（英語：Pointe Coupee Parish）是位於美國路易斯安那州中部的一個堂區。面積1,530平方公里。根據美國2000年人口普查，共有人口22,613人。治所新羅茲（New Roads）。
成立於1905年4月10日，是該州最早成立的九個堂區之一。堂區名是法語，指的是密西西比河上的切點（河流在切點改道後形成的是牛軛湖）。